# بيندوبيند
بيندوبيند هو مركب طوره باحثون في جامعة ستانفورد, عرف بأنه مخمد للجهاز العصبي المركزي, حيث وجد أنه بتسبب بتأثيرات في الحيوانات تقلل الأفعال العدائية مثل الصيد، ولوحظ تقليله لرغبة الحيوانات للهروب عند تحفيزها للقيام بذلك. كما أنه محصر لمستقبلات بيتا غير انعكاسي وضاد لمستقبل 5-HT1A.